# Proteïna desacobladora
Una proteïna desacobladora és un canal de protons el qual dissipa el gradient de protons abans que pugui ser emprat per a proporcionar l'energia necessària per dur a terme la fosforilació oxidativa.
Les proteïnes desacobladores constitueixen una subfamília dintre la família dels transportadors d'anions localitzats a la membrana mitocondrial interna, com ho és el transportador de fosfat inorgànic entre d'altres.
Es coneixen cinc tipus d'UCP en mamífers:
- UCP1, també coneguda com a termogenina o "SLC25A7"
- UCP2, també coneguda com a "SLC25A8"
- UCP3, també coneguda com a "SLC25A9"
- UCP4, també coneguda com a "SLC25A27"
- UCP5, també coneguda com a "SLC25A14"

La primera a ser descoberta fou la termogenina, el 1979 i clonada el 1988. El seu paper fisiològic és important durant la hibernació, atès que l'energia alliberada per aquesta proteïna és emprada per a generar calor en comptes de produir ATP (vegeu termogènesi).
Per homologia de seqüència amb UCP1 es van identificar noves UCP. El 1997 es van clonar la proteïna desacobladora 2 (uncoupling protein two) (UCP2) i la proteïna desacobladora 3 (uncoupling protein three) (UCP3) amb un 59% i un 57% d'homologia respecte UCP1.
Un any més tard es clonava BMCP1 (brain mitochondrial carrier protein-1) (també coneguda com a UCP5) i seguidament UCP4.
Les UCP1, UCP2, UCP3 en mamífers i les proteïnes desacobladores pUCP1 i pUCP2 de plantes són similars i semblen formar un subgrup, mentre que UCP4 i BMCP1 pertanyen a un grup diferent. Les dades moleculars, bioquímiques i filogèniques suggereixen que UCP2 es podria considerar com un prototip d'UCP. UCP1 juga el seu paper biològic principalment en la termogènesi sense tremolor, mentre que el paper dels altres tipus es desconeix. Tanmateix, les hipòtesis han suggerit que estan implicades en l'equilibri general de la despesa energètica bàsica, la protecció de les espècies reactives de l'oxigen i, en les plantes, en la maduració dels fruits i l'ontogènia de les llavors.